# Mikel Herzog
Mikel Herzog Herzog (Bergara, 16 de abril de 1960) é um cantor espanhol de ascendência polaco-judaica, conhecida internacionalmente por ter participado no Festival Eurovisão da Canção 1998.  
Herzog foi membro de vários e grupos na década de 1980, incluindo da sua própria banda Ébano.  Por um curto período foi baterista da banda Cadillac, e mais tarde do grupo  La Década Prodigiosa.  Ele também escreveu canções par outros artistas, incluindo "Tractor amarillo" que foi êxito do grupo Zapato Veloz in 1991, "La Puerta del Colegio" (1991) e "Mi Amada" (1993), chega para o grupo mexicano Magneto (juntamente com Alberto Estébanez).  Herzog lançou vários singles a solo nos anos 90, e "Hasta el final del mundo", um dueto com Mónica Naranjo.
Em 1998, foi escolhido pela TVE para representar a Espanha no Festival Eurovisão da Canção 1998, com a canção  "¿Qué voy a hacer sin ti?" ("Que vou fazer sem ti?").  Nesse festival, realizado em 9 de maio desse ano, que se realizou em Birmingham, "¿Qué voy a hacer sin ti?" terminou em 16.º lugar (entre 25 concorrentes).
Em 2001, juntou-se à equipa do programa  Operación Triunfo, que foi encarregue de encontrar o participante espanhol para o Festival Eurovisão da Canção 2002. Herzog era o diretor da academia pós-responsável pela orientação em curso de candidatos eliminados, alguns dos quais forneceria backing vocals para o vencedor final do show. . Em 2007 ele foi novamente envolvido na seleção da canção espanhola para o Festival Eurovisão da Canção 2007, quando ele era um dos cinco jurados do programa Misión Eurovision 2007.

## Discografia
(a solo)
- 1992 Bienvenidos al Paraíso
- 1994 Un regalo de amor
- 1996 La magia del amor
- 1998 ¿Qué voy a hacer sin ti?
- 1999 En tu mano está
- 2006 Cómo pasa el tiempo